# Corsica Ferries - Sardinia Ferries

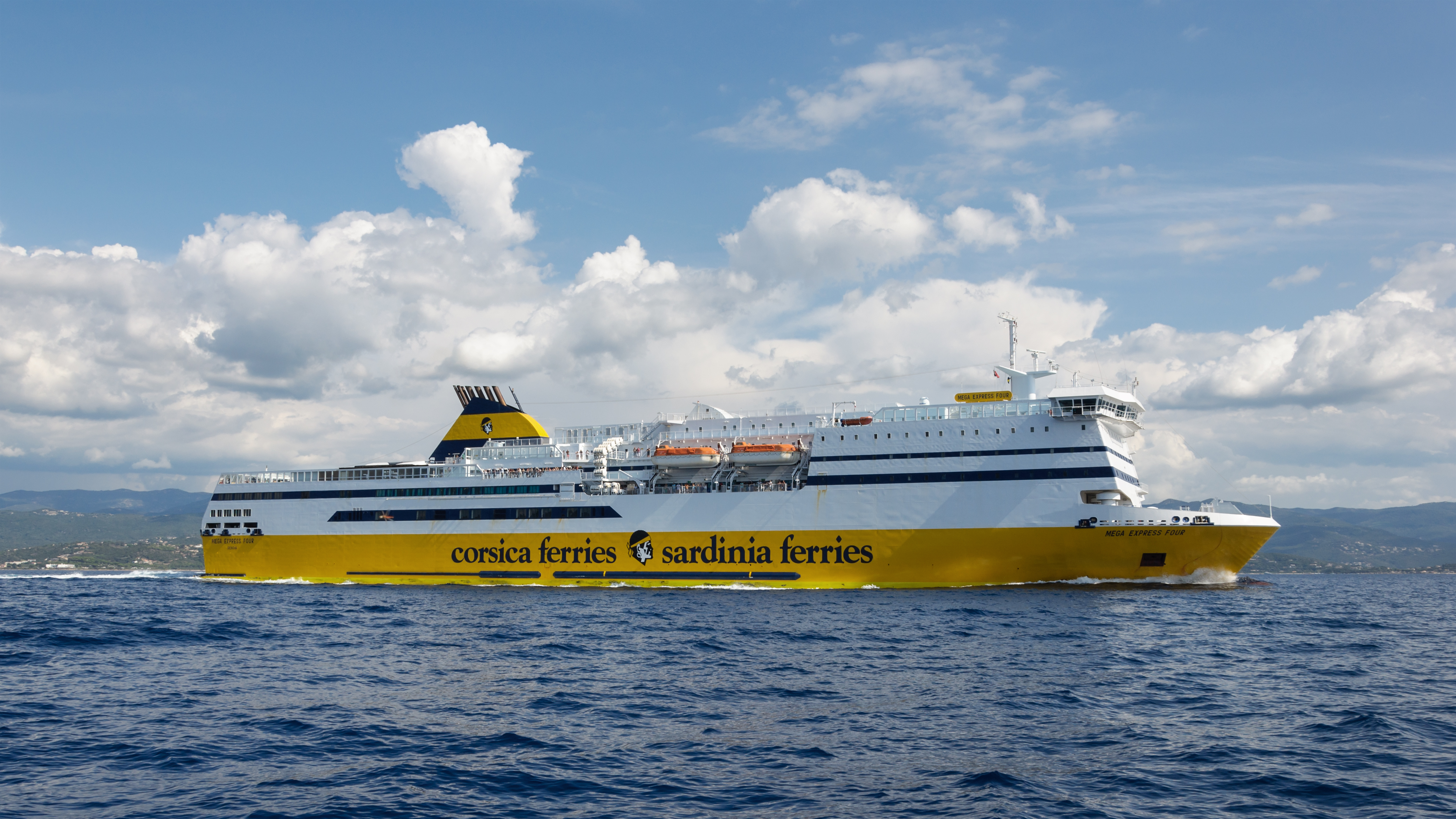
Mega Express Four, Ajaccio

Corsica Ferries - Sardinia Ferries este o companie franco-italiană de transport maritim, cu în Genova, Italia. Deține 20 de nave. Cursele sunt organizate între Nice, Marseille, Calvi, Genova, Sardinia, Roma, precum și diferite insule aflate în Marea Mediterană. Zilnic, navele transportă între circa 25.000 și 40.000 de clienți.
Pachetul majoritar de acțiuni este deținut de un grup de investitori francezi și italieni.